# هشام بن رمضان
هشام بن رمضان (انگلیسی: Hichem Ben Romdhane؛ زادهٔ ۲۵ ژانویهٔ ۱۹۷۲) بازیکن والیبال اهل تونس بود.